# Lola i els seus germans
Lola i els seus germans (originalment en francès, Lola et ses frères) és una pel·lícula francesa del 2018 coescrita i dirigida per Jean-Paul Rouve. S'ha doblat al català.

## Sinopsi
La Lola, en Pierre i en Benoît són molt diferents, però han format una família molt unida des de la mort dels seus pares. La Lola, una advocada especialitzada en divorcis, fa de mediadora dels seus germans perquè una incomoditat en el casament d'en Benoît empeny aquest a tallar vincles amb en Pierre, que per la seva banda té dificultats en la seva feina. La incògnita és si la Lola i els seus germans aconseguiran renovar els seus antics llaços.

## Repartiment
- Ludivine Sagnier: Lola
- José Garcia: Pierre
- Jean-Paul Rouve: Benoît
- Ramzy Bedia: Zoher

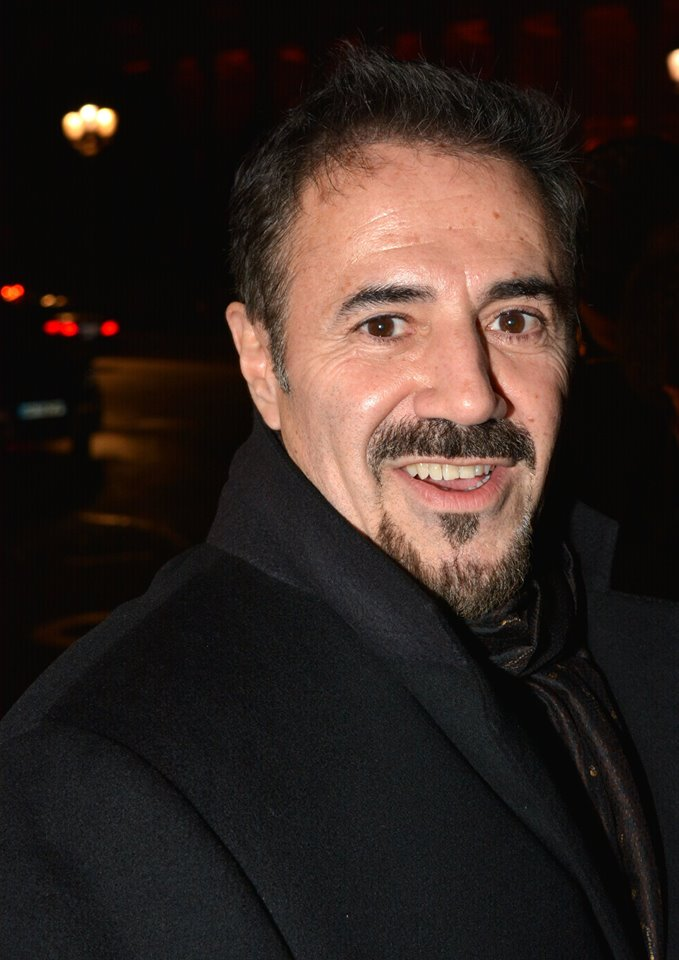
L'actor José Garcia, al sopar de les revelacions dels premis César de 2018.

- Pauline Clément: Sarah, dona d'en Benoît
- Gabriel Naccache: Romuald, fill d'en Pierre
- Philippine Leroy-Beaulieu: Sabine
- Franc Bruneau: el company d'en Pierre
- Jacques Boudet: l'home del cementiri
- Aurore Broutin: Maryline, la dona divorciada
- Pierre Diot: l'home divorciat
- Anthony Sonigo: el periodista a l'ajuntament
- Margaux Gendre: Simone, la filla petita de la Sarah i d'en Benoît